# Heimatloser Ausländer
Heimatloser Ausländer ist nach dem Gesetz über die Rechtsstellung heimatloser Ausländer im Bundesgebiet (HAuslG) eine in Deutschland verwendete Bezeichnung für fremde Staatsangehörige oder Staatenlose, die sich nach dem Zweiten Weltkrieg als Flüchtlinge und Verschleppte des NS-Regimes, insbesondere als ehemalige Zwangsarbeiter im Geltungsbereich des Grundgesetzes oder Berlin (West) aufhielten. 

## Gesetzliche Regelung
Heimatlose Ausländer wurden in der amerikanischen und britischen Besatzungszone als  Displaced Persons bezeichnet und unterstanden ab 1951 nach der Gründung der Bundesrepublik Deutschland der deutschen Gesetzgebung und Gerichtsbarkeit. Zu diesem Zeitpunkt lebten etwa 130.000 heimatlose Ausländer in Deutschland, die nicht repatriiert worden waren, insbesondere aus der Sowjetunion, dem Baltikum und Polen. Das Gesetz erfasst nur Zivilisten als heimatlose Ausländer, keine Kriegsgefangenen.
Für diverse Rechtsgebiete spricht das HAuslG ein Diskriminierungsverbot und die ausdrückliche Gleichstellung mit deutschen Staatsangehörigen aus:
- Eigentumserwerb
- Freizügigkeit
- Schulwesen
- Ablegung von Prüfungen und Anerkennung von Examina
- Ausübung freier Berufe
- Ausübung nichtselbständiger Arbeit
- Sozial- und Arbeitslosenversicherung und Arbeitsfürsorge
- Öffentliche Fürsorge
- Steuerwesen

Heimatlose Ausländer bedürfen keines Aufenthaltstitels und werden unter erleichterten Bedingungen eingebürgert. Eine Gleichstellung mit deutschen Flüchtlingen oder Vertriebenen stellte das Gesetz aber nicht her. Diese genossen gegenüber deutschen Staatsangehörigen Sonderrechte, die eine materielle Entschädigung für Vermögensverluste darstellten (Soforthilfe, Lastenausgleich). 
Der Status „Heimatloser Ausländer“ wird an die Nachkommen vererbt, erlischt jedoch bei Änderung der Staatsangehörigkeit. Heimatlose Ausländer besitzen kein Wahlrecht und keinen deutschen Reisepass, können beides aber durch Einbürgerung erwerben.
2003 lebten noch 10 023 heimatlose Ausländer in Deutschland.

## Terminologie und Konnotation
Die International Refugee Organization (IRO) wies darauf hin, dass der betroffene Personenkreis nicht „heimatlos“ sei und schlug vor, den zutreffenderen Begriff „Flüchtlinge unter der Protektion der UN“ zu verwenden. Die Bundesregierung, in der das Vertriebenenministerium die Gesetzgebung maßgeblich beeinflusste, wollte jedoch eine Gleichstellung von DPs mit deutschen Flüchtlingen vermeiden und den Begriff des „Flüchtlings“ nicht verwenden. Das Ersetzen des Begriffs „Displaced Person“ durch den des „Heimatlosen Ausländers“ vermied zudem den darin enthaltenen Hinweis auf die unverschuldete Zwangsverschleppung und damit die Erinnerung an deutsches schuldhaftes Handeln im Zweiten Weltkrieg. Die Autoren Föhrding und Verfürth weisen in dem Zusammenhang ausdrücklich auf die Rolle von Kurt Breull hin, der „als Prototyp eines Nazi-Wiedergängers im Bonner Behördenapparat“ zum damaligen Zeitpunkt Leiter des Aufenthalts- und Ausländerrechtsreferats im Bundesinnenministerium war, und von Alt-Nazi Theodor Oberländer, damals Staatssekretär für Flüchtlingsfragen im bayerischen Staatsministerium des Innern, die sich beide an einem regelrechten Kesseltreiben gegen die noch in Deutschland verbliebenen, zumeist jüdischen DPs beteiligt hätten.